# Cheilanthes tolocensis
Cheilanthes tolocensis är en kantbräkenväxtart som beskrevs av Rasbach, Reichst. och Schneller. Cheilanthes tolocensis ingår i släktet Cheilanthes och familjen Pteridaceae. Inga underarter finns listade.